# TPM1
TPM1 (англ. Tropomyosin 1) – білок, який кодується однойменним геном, розташованим у людей на короткому плечі 15-ї хромосоми. Довжина поліпептидного ланцюга білка становить 284 амінокислот, а молекулярна маса — 32 709.
| 10         |  | 20         |  | 30         |  | 40         |  | 50         |
| ---------- |  | ---------- |  | ---------- |  | ---------- |  | ---------- |
| MDAIKKKMQM |  | LKLDKENALD |  | RAEQAEADKK |  | AAEDRSKQLE |  | DELVSLQKKL |
| KGTEDELDKY |  | SEALKDAQEK |  | LELAEKKATD |  | AEADVASLNR |  | RIQLVEEELD |
| RAQERLATAL |  | QKLEEAEKAA |  | DESERGMKVI |  | ESRAQKDEEK |  | MEIQEIQLKE |
| AKHIAEDADR |  | KYEEVARKLV |  | IIESDLERAE |  | ERAELSEGKC |  | AELEEELKTV |
| TNNLKSLEAQ |  | AEKYSQKEDR |  | YEEEIKVLSD |  | KLKEAETRAE |  | FAERSVTKLE |
| KSIDDLEDEL |  | YAQKLKYKAI |  | SEELDHALND |  | MTSI       |  |            |

A: Аланін

C: Цистеїн

D: Аспарагінова кислота

E: Глутамінова кислота

F: Фенілаланін

G: Гліцин

H: Гістидин

I: Ізолейцин

K: Лізин

L: Лейцин

M: Метіонін

N: Аспарагін

Q: Глутамін

R: Аргінін

S: Серин

T: Треонін

V: Валін

Кодований геном білок за функціями належить до м'язових білків, фосфопротеїнів. 
Задіяний у таких біологічних процесах, як ацетилювання, альтернативний сплайсинг. 
Білок має сайт для зв'язування з молекулою актину. 
Локалізований у цитоплазмі, цитоскелеті.